# Michel Meyer
Michel Meyer (* 11. November 1950; † 23. Mai 2022) war ein belgischer Philosoph, Begründer der Problematologie und Professor an der Université libre de Bruxelles sowie an der Universität Mons-Hainaut.

## Biographische Daten
1972 schloss er sein Lizenziatsstudium in Philosophie ab. 1973 erhielt er die Agrégation en Philosophie sowie die Licence en Sciences Economiques. 1975 erhielt er den Titel Master of Arts an der Johns Hopkins University. 1977 promovierte er in Philosophie. Ab 2009 war er Chevalier des Arts et des Lettres de la République Française, ab 2011 war er Professeur invité am Collège de France. Meyer war zudem Präsident des Centre Européen pour l’Étude de l’Argumentation, Direktor der Revue Internationale de Philosophie sowie Direktor der Collection l’Interrogation Philosophique bei den Presses Universitaires de France.
Als ehemaliger Student von Chaim Perelman trug Meyer viel zur Verbreitung von dessen Lehre bei; in anderen Arbeiten widmete er sich u. a. der analytischen Philosophie, der Ontologie oder dem Denken von Immanuel Kant.

## Problematologie
De la problématologie: philosophie, science et langage (Über die Problematologie: Philosophie, Wissenschaft und Sprache) ist Meyers Hauptwerk. In ihm wird die Frage, genauer die Frage in der Philosophie, in Frage gestellt. Es basiert auf der aktuellen Krise der Philosophie, die Meyer unter Rückbezug auf Platon, Aristoteles, René Descartes, Martin Heidegger, Ludwig Wittgenstein und andere Philosophen bewältigen wollte. Aus dieser Diskussion entwickelte er die Fragestellungen, welche jenes philosophische Vorgehen darstellen, das Meyer „Problematologie“ nannte und das er als das „Studium des Fragestellens“ beschrieb.